# Tōbu Tetsudō

Logo bis 2011

Tōbu Tetsudō K.K. (japanisch 東武鉄道株式会社, Tōbu tetsudō kabushiki kaisha, engl. Tobu Railway Co., Ltd.) ist eine japanische Eisenbahngesellschaft, die 1897 gegründet wurde. Sie ist im Nikkei 225 gelistet. Ihr Streckennetz in der Kantō-Region ist, abgesehen von der ehemals staatlichen Japan-Railway-Gesellschaften, das zweitlängste in Japan nach der Kintetsu.

## Struktur
Tōbu Tetsudō gehört zur Tōbu Group, zu der neben Kaufhäusern (Depāto), Bus- und Taxiunternehmen auch Unternehmen im Wohnungsbau, Immobilienhandel und in der Freizeitbranche gehören. Tōbu besitzt außerdem den höchsten Fernsehturm der Welt, den Tokyo Skytree. Der Name Tōbu setzt sich aus den Kanji für Ost (東) und dem ersten Teil des alten Provinznamens Musashi (武) zusammen.
Die Eisenbahngesellschaft betreibt auch den Tōbu Dōbutsu Kōen (東武動物公園, „Tōbu-Tierpark“) in Miyashiro und Shiraoka in der Präfektur Saitama mit der Holzachterbahn Regina und der Stahlachterbahn Kawasemi.

## Streckennetz

Streckennetz

Das Streckennetz der Tōbu Tetsudō hat eine Gesamtlänge von 463,3 km, ist mit 1500 V Gleichspannung elektrifiziert und besteht aus 204 Stationen. Die vollständig kapspurigen Strecken können in zwei voneinander getrennte Bereiche gegliedert werden. Das Hauptnetz besteht aus der von Asakusa ausgehenden Isesaki-Linie und deren Verzweigungen, die die Vororte Tokios im Norden und Osten bedienen. Die Hauptstrecke ist von Kita-Senju bis Kita-Koshigaya (18,9 Kilometer) viergleisig ausgebaut. In Oshiage gehen Züge der Hanzōmon-Linie und in Kita-Senju Züge der Hibiya-Linie auf die Hauptstrecke über. Die Urban-Park-Linie führt als Tangentialstrecke weit in der Peripherie um Tokio herum. Ein zweites Liniennetz führt von Ikebukuro nach Nordwesten in die Präfektur Saitama. Auf diese Strecken werden Züge der Yurakucho- und Fukutoshin-Linien der Tokioter U-Bahn ab Wakoshi durchgebunden. Züge können über Strecken der Chichibu Tetsudō auf das jeweils andere Netz überführt werden.
Aufpreispflichtige Expresszüge der Tōbu Tetsudō fahren nach Nikkō, darunter auch gemeinsam mit der JR betriebene Züge von Shinjuku.

### Hauptlinie und Abzweigungen
- Isesaki-Linie oder Skytree-Linie: Asakusa—Isesaki (114,5 km)
  - Kameido-Linie: Hikifune—Kameido (3,4 km)
  - Daishi-Linie: Nishiarai—Daishimae (1,0 km)
  - Nikkō-Linie: Tōbu-dōbutsu-kōen—Tōbu-Nikkō (94,5 km)
    - Utsunomiya-Linie: Shin-Tochigi—Tōbu-Utsunomiya (24,3 km)
    - Kinugawa-Linie: Shimo-Imaichi—Shin-Fujiwara (16,2 km)

  - Tōbu Noda-Linie: Ōmiya—Kasukabe—Funabashi (62,7 km)
  - Sano-Linie: Tatebayashi—Kuzuu (22,1 km)
  - Koizumi-Linie: Tatebayashi—Nishi-Koizumi;Ōta—Higashi-Koizumi (18,4 km)
  - Kiryū-Linie: Ōta—Akagi (20,3 km)

### Tōjō-Linien
- Tōjō-Hauptlinie: Ikebukuro—Yorii (75,0 km)
  - Ogose-Linie: Sakado—Ogose (10,9 km)

Eine Reihe von weiteren Strecken im Fracht- und Personenverkehr sind inzwischen stillgelegt.

## Fahrzeuge

### Express-Verkehr
Für den Verkehr in weiter entfernte Orte, wie Nikko (135 km ab Tokio Asakusa) werden spezielle Expresstriebzüge mit weniger Türen und höherer Geschwindigkeit verwendet.

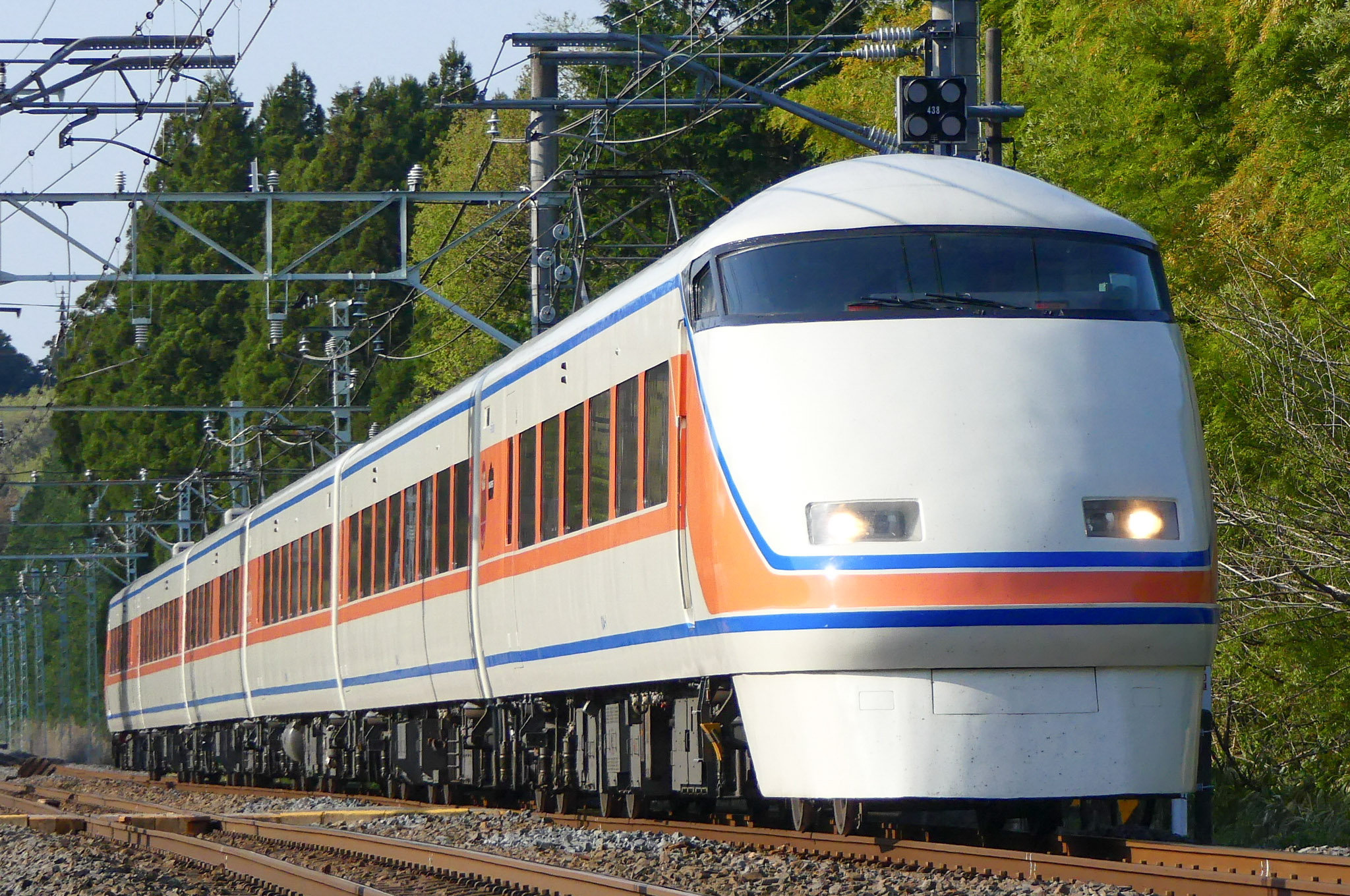
Serie 100 Spacia, seit 1990 in Betrieb
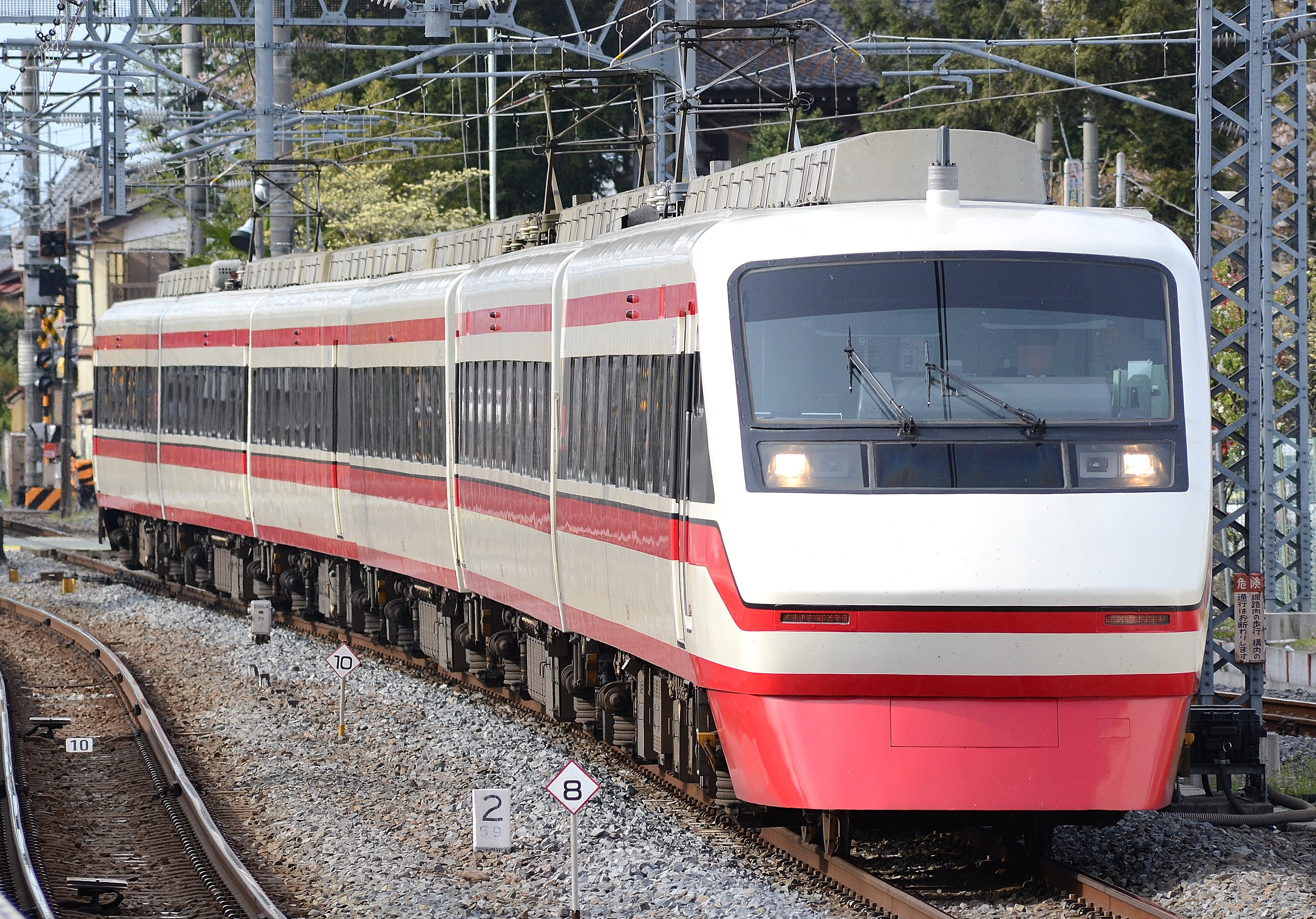
Serie 200
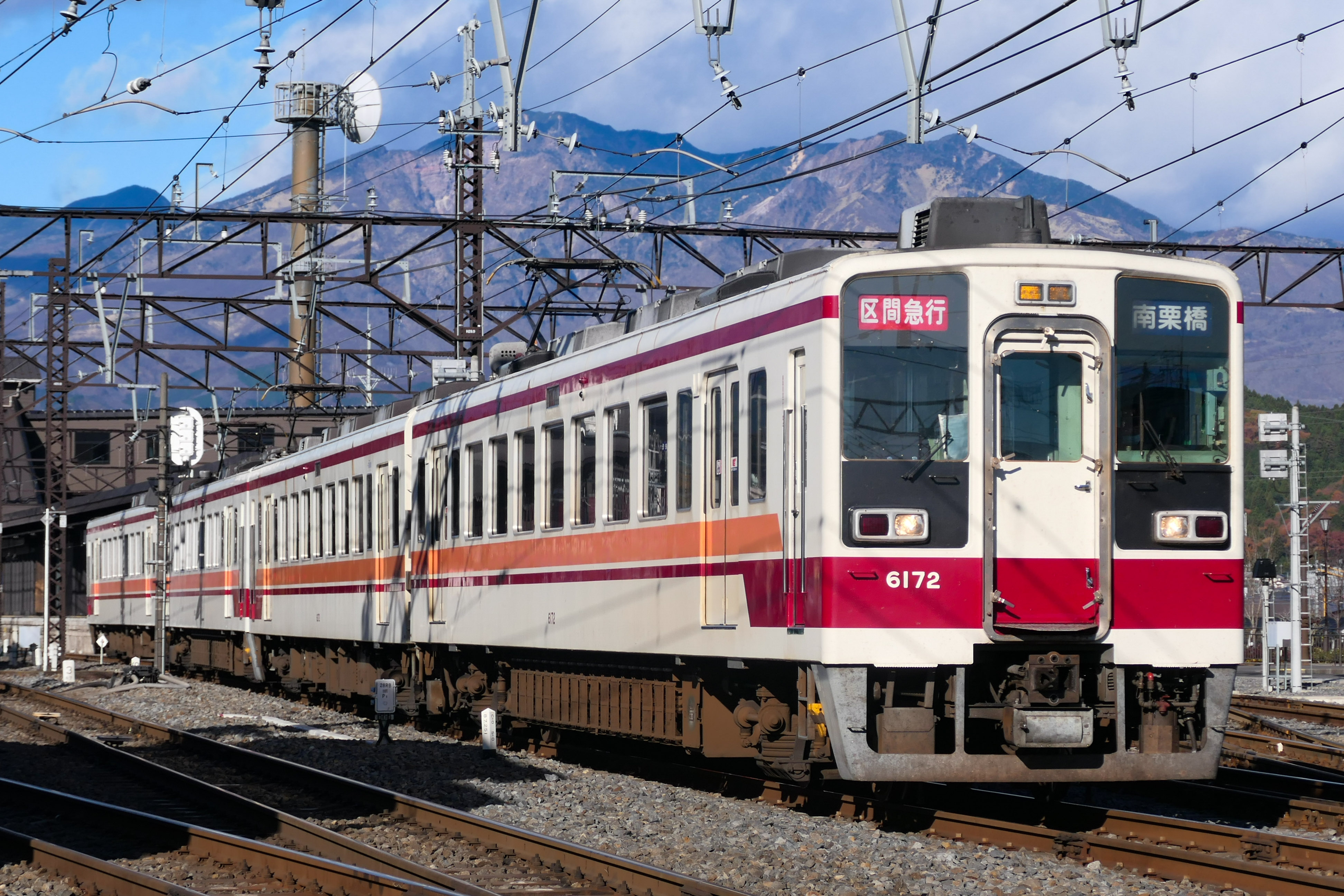
Serie 6050
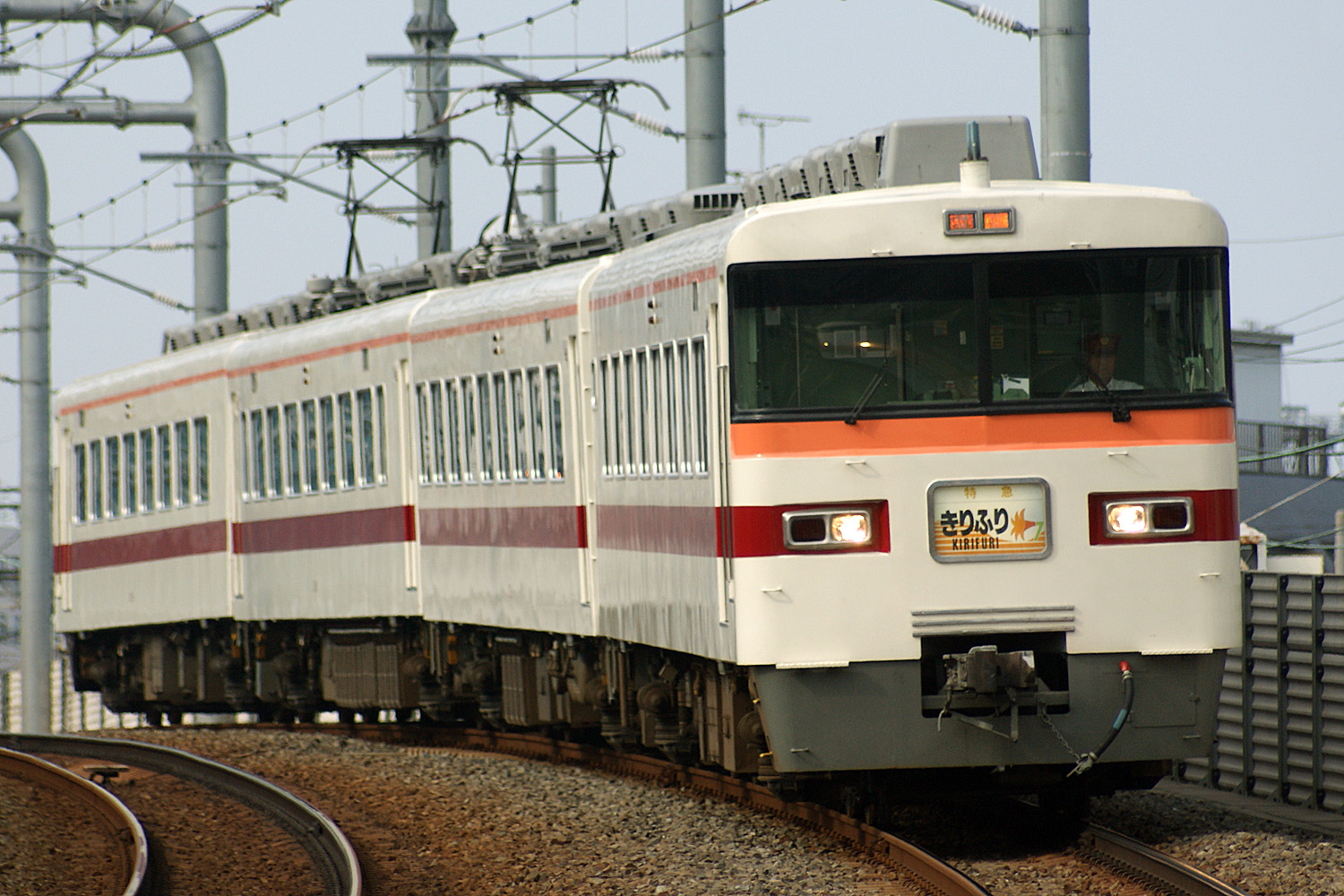
Serie 350 als Kirifuri Express
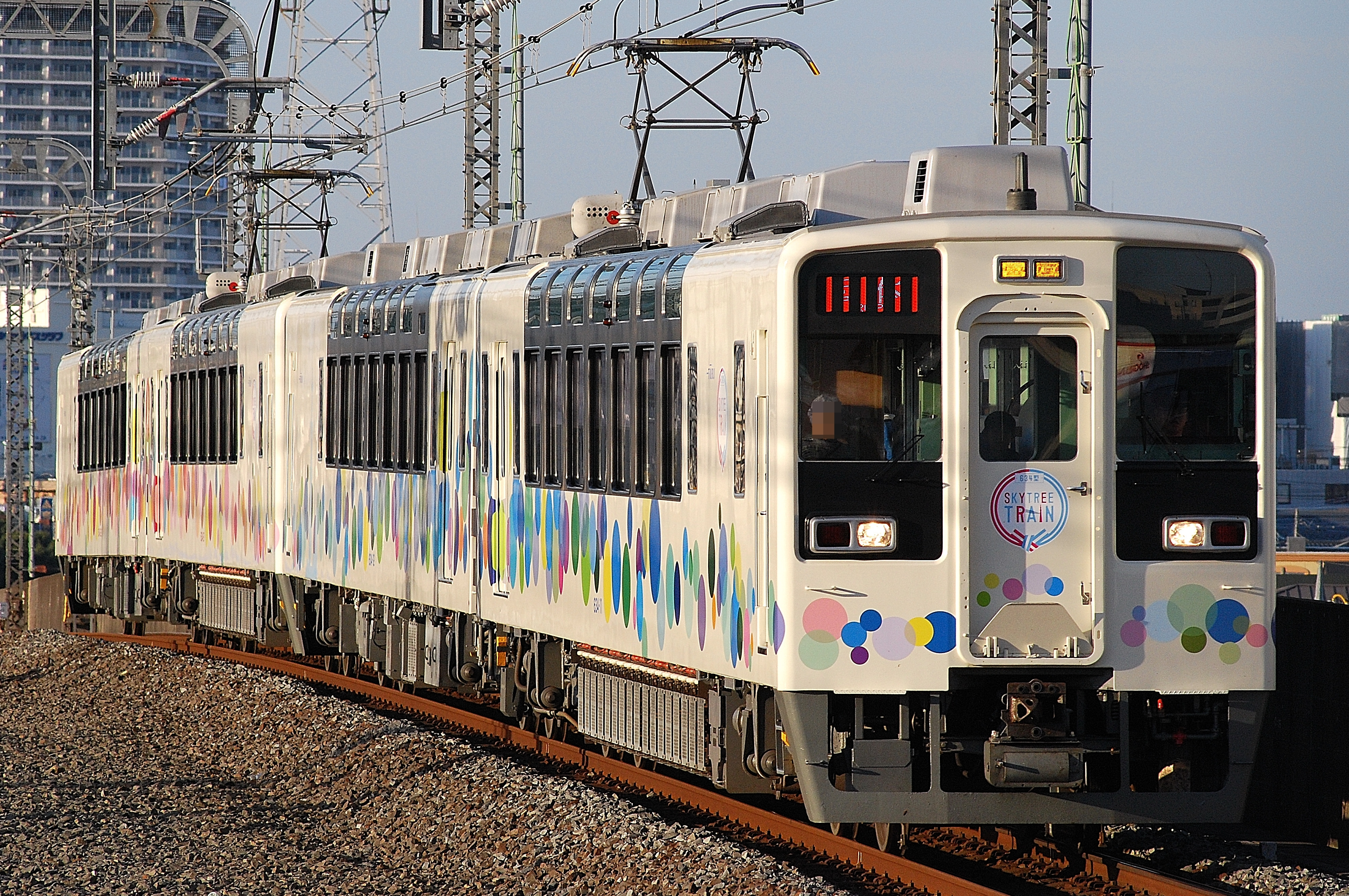
Serie 634 Skytree Train
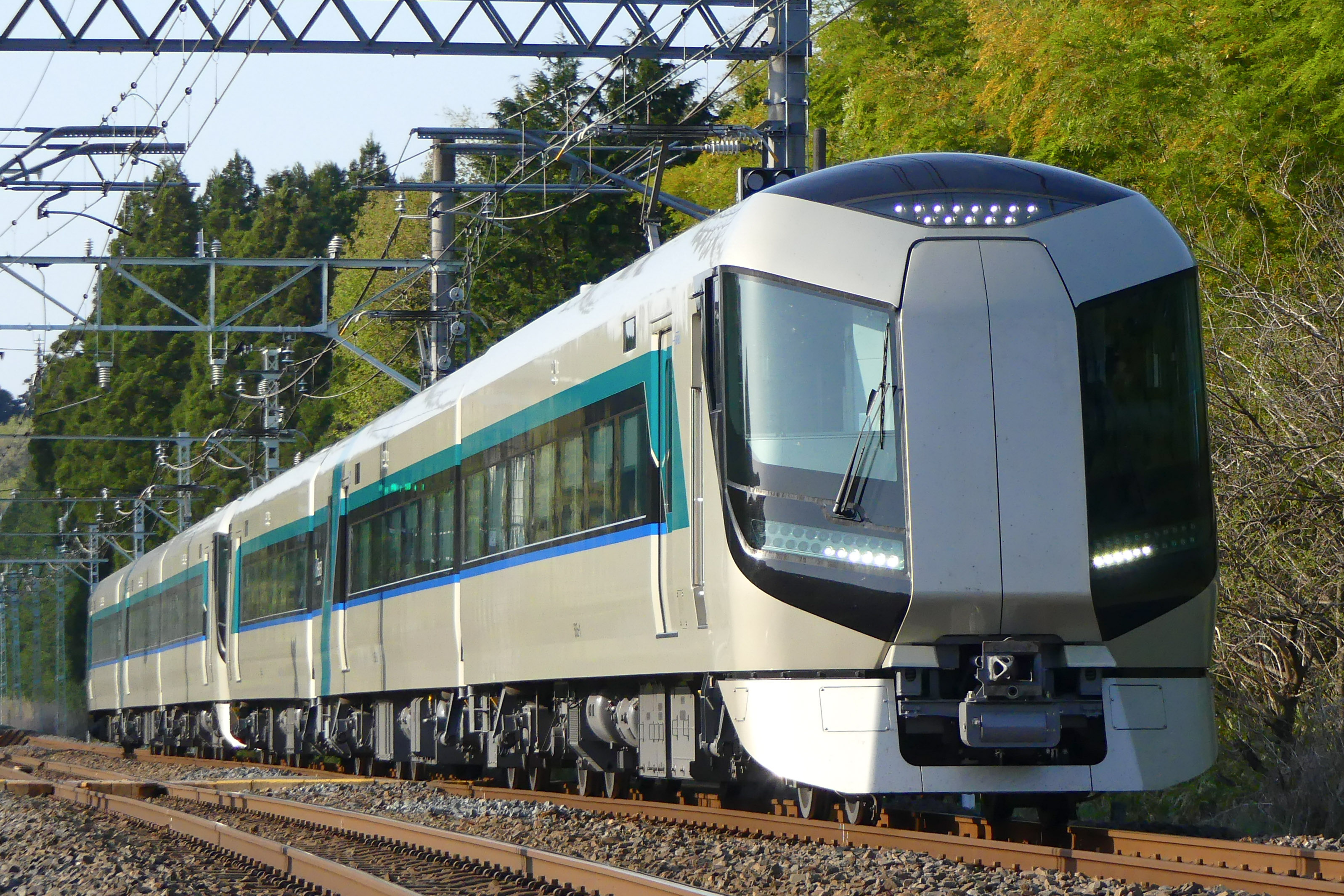
Serie 500
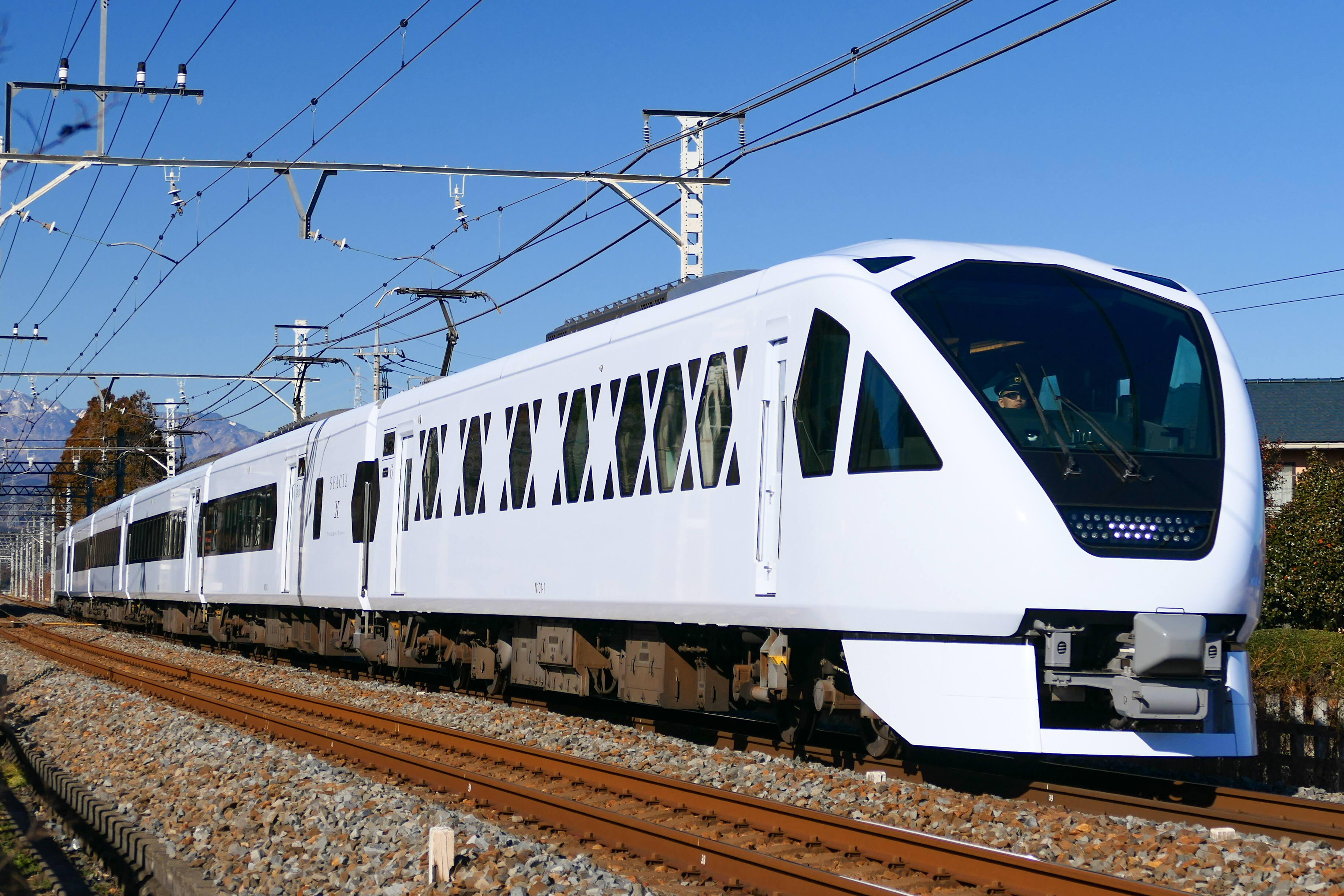
Serie N100 Spacia X

### Nahverkehr
Im Vorortverkehr verkehren S-Bahn-artige Triebzüge. Sie weisen viele Türen für schnellen Fahrgastwechsel und Längsbestuhlung auf.
Da einige Züge auf Linien der Tokioter U-Bahn übergehen, sind viele Fahrzeuge mit denen der Metro kompatibel.

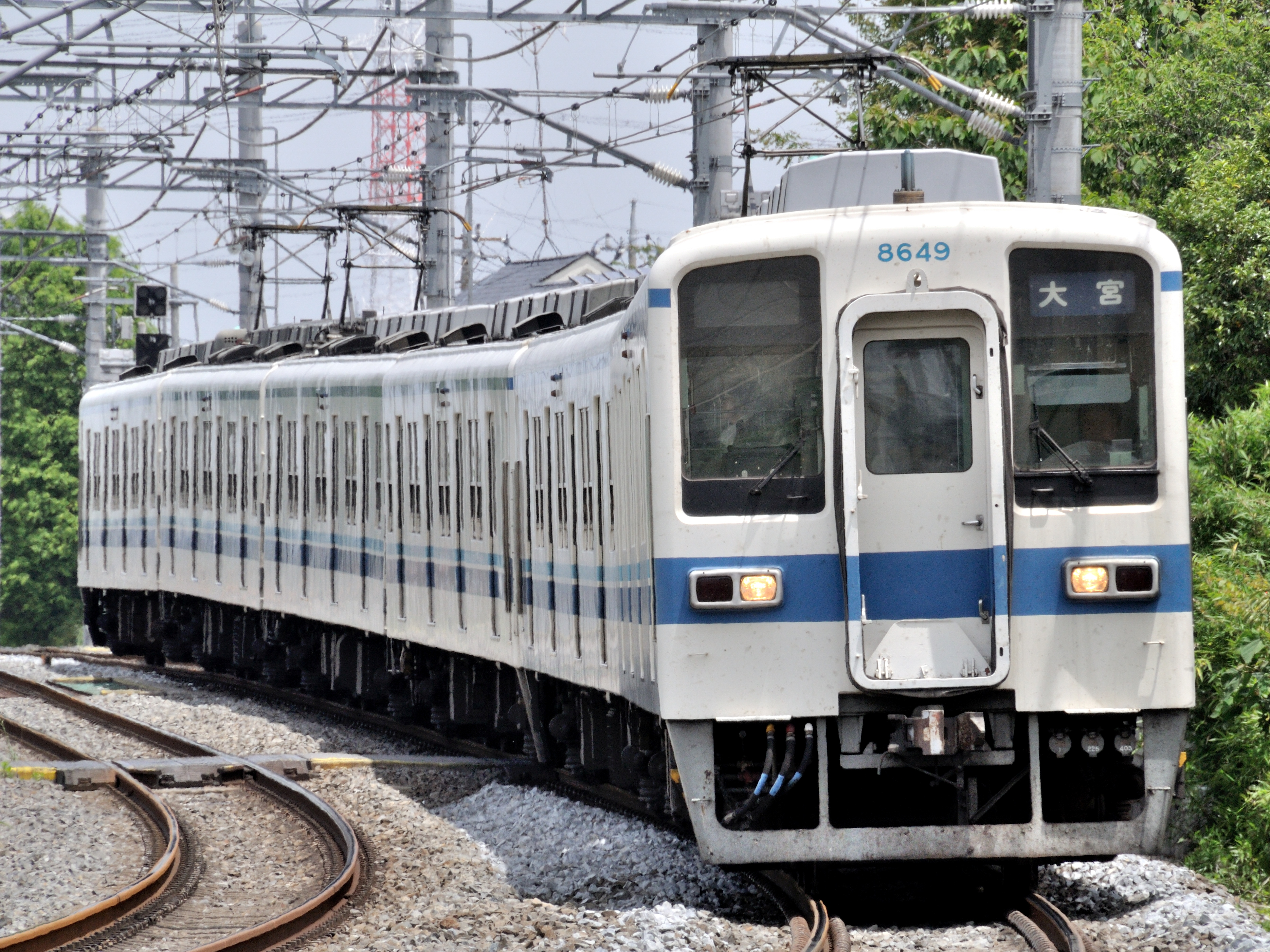
Serie 8000
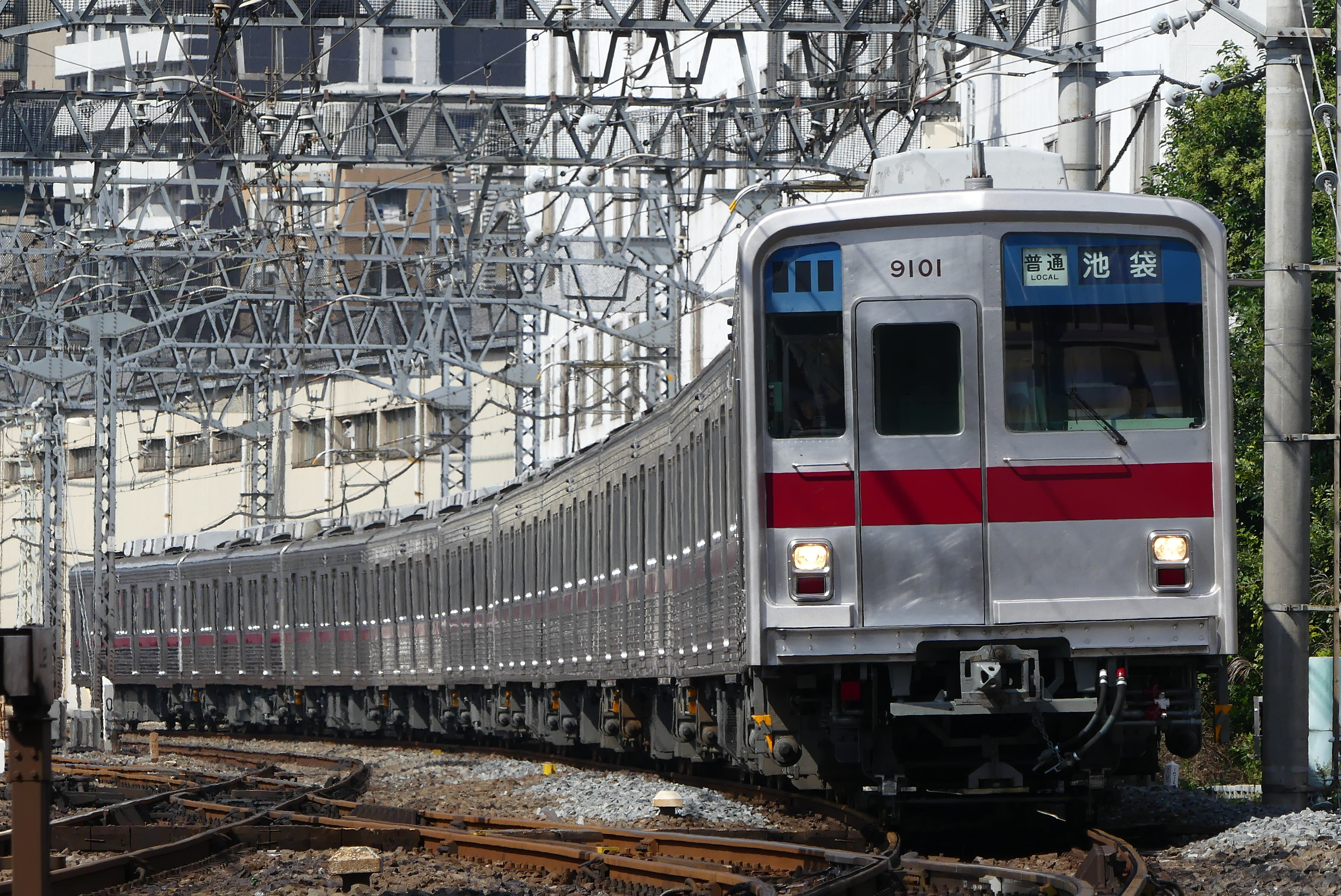
Serie 9000
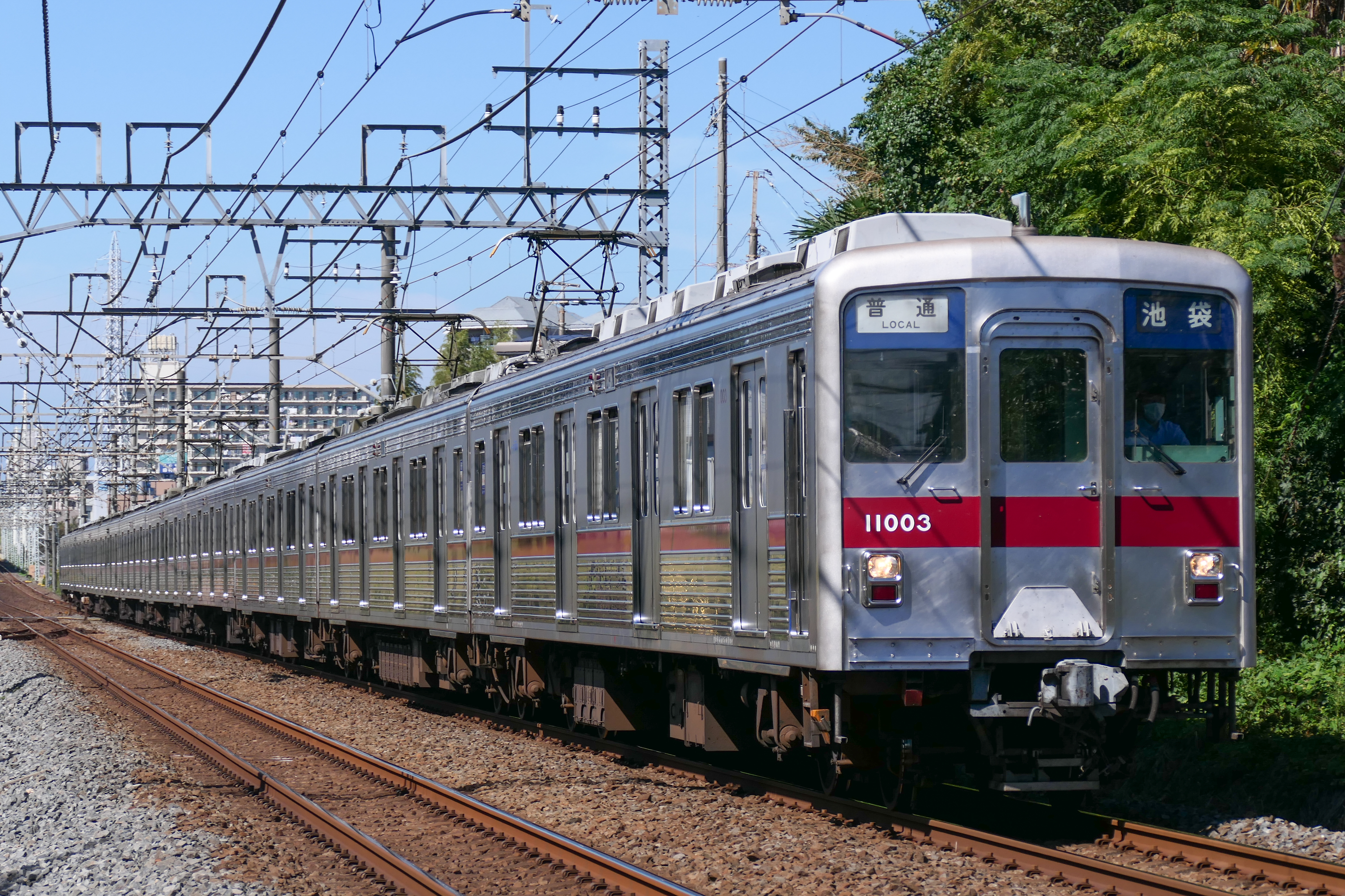
Serie 10000
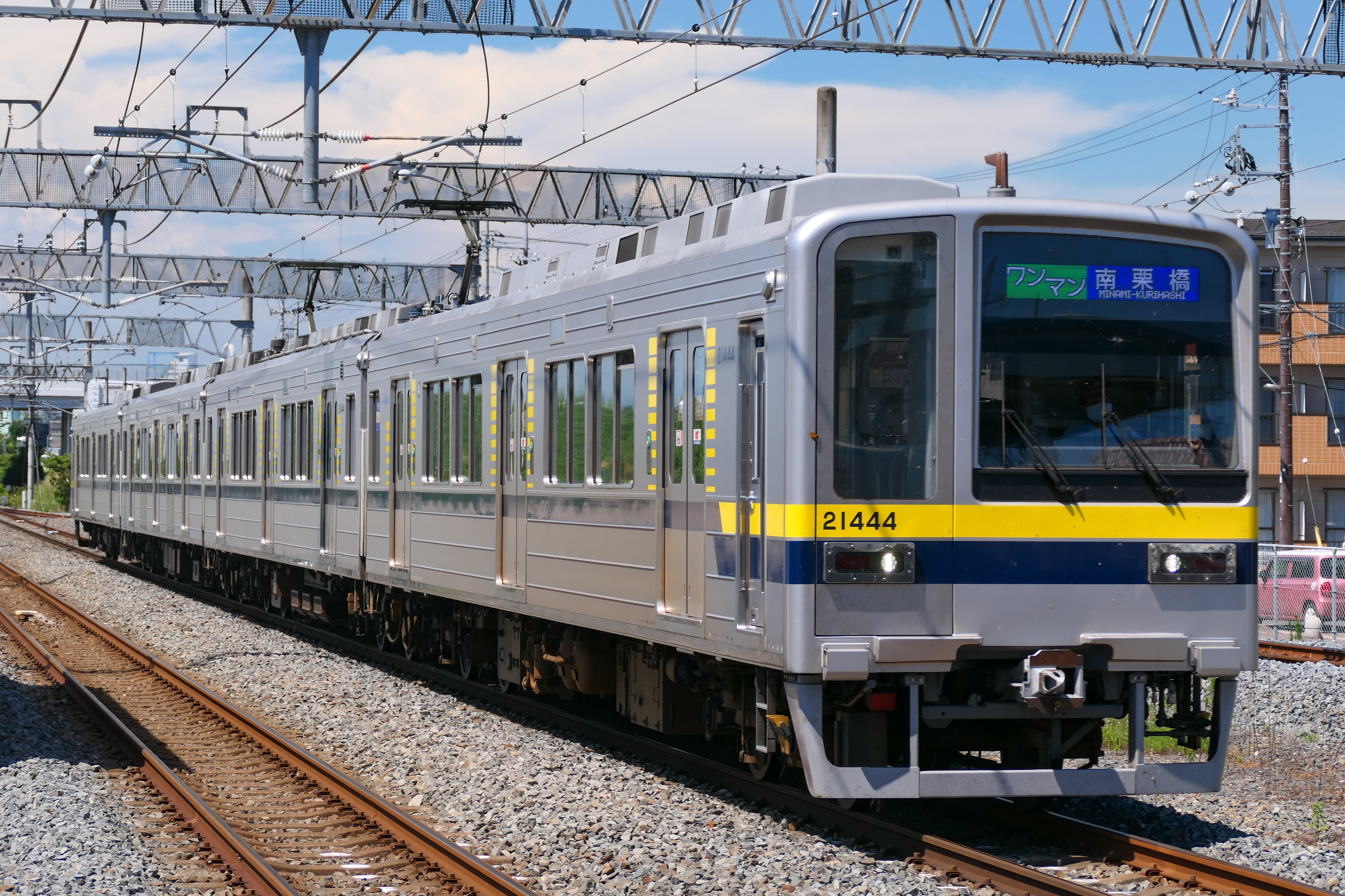
Serie 20000
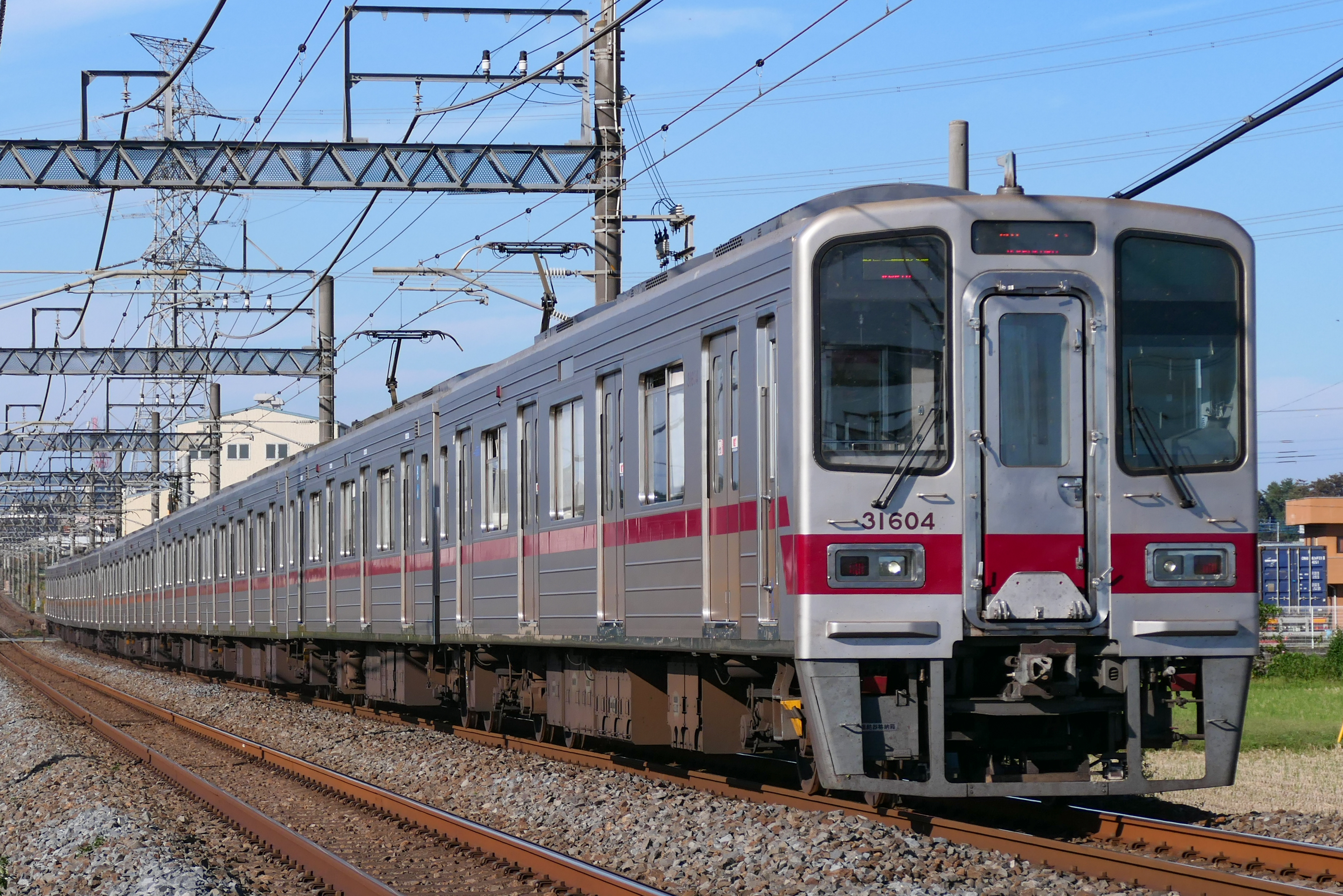
Serie 30000
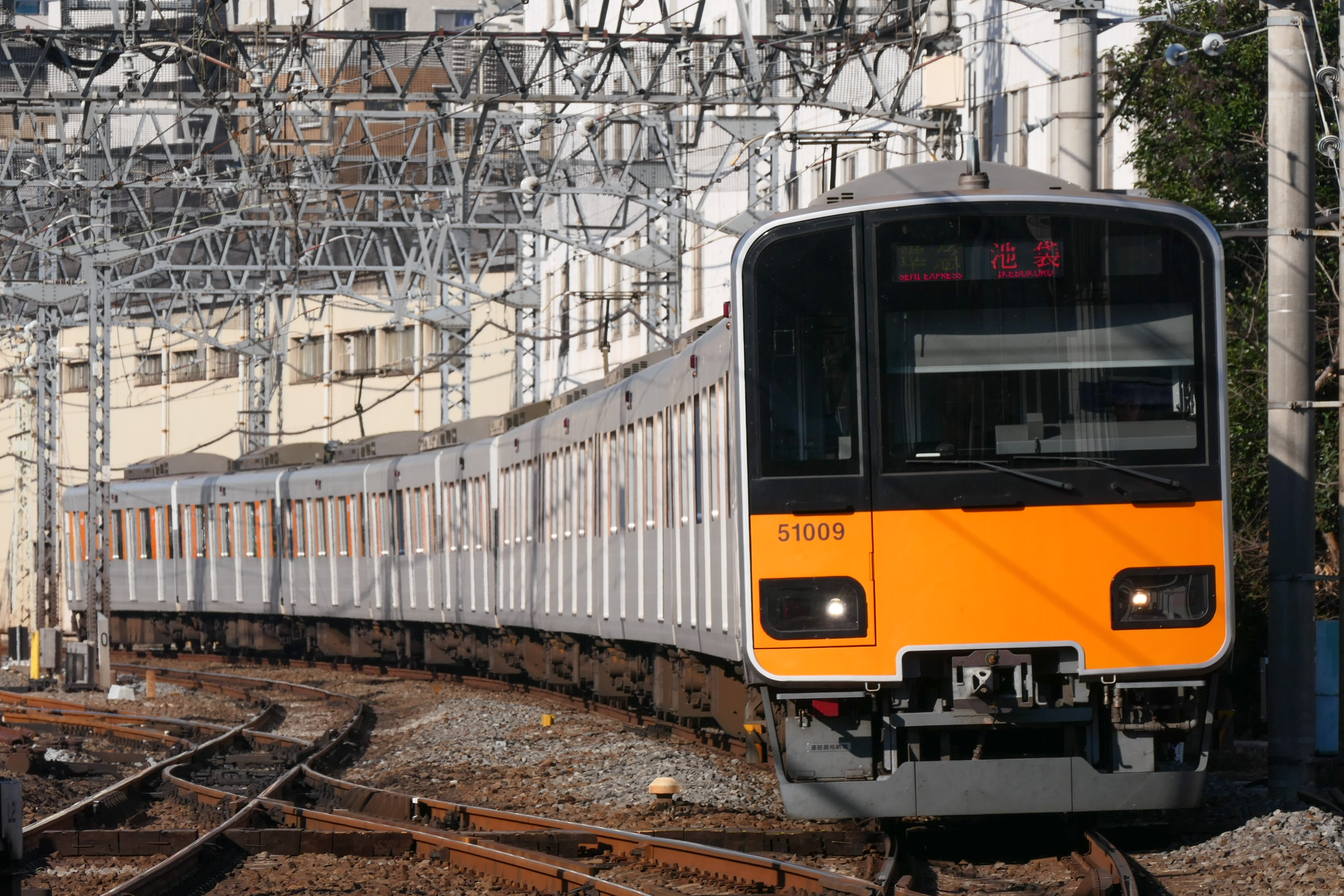
Serie 50000
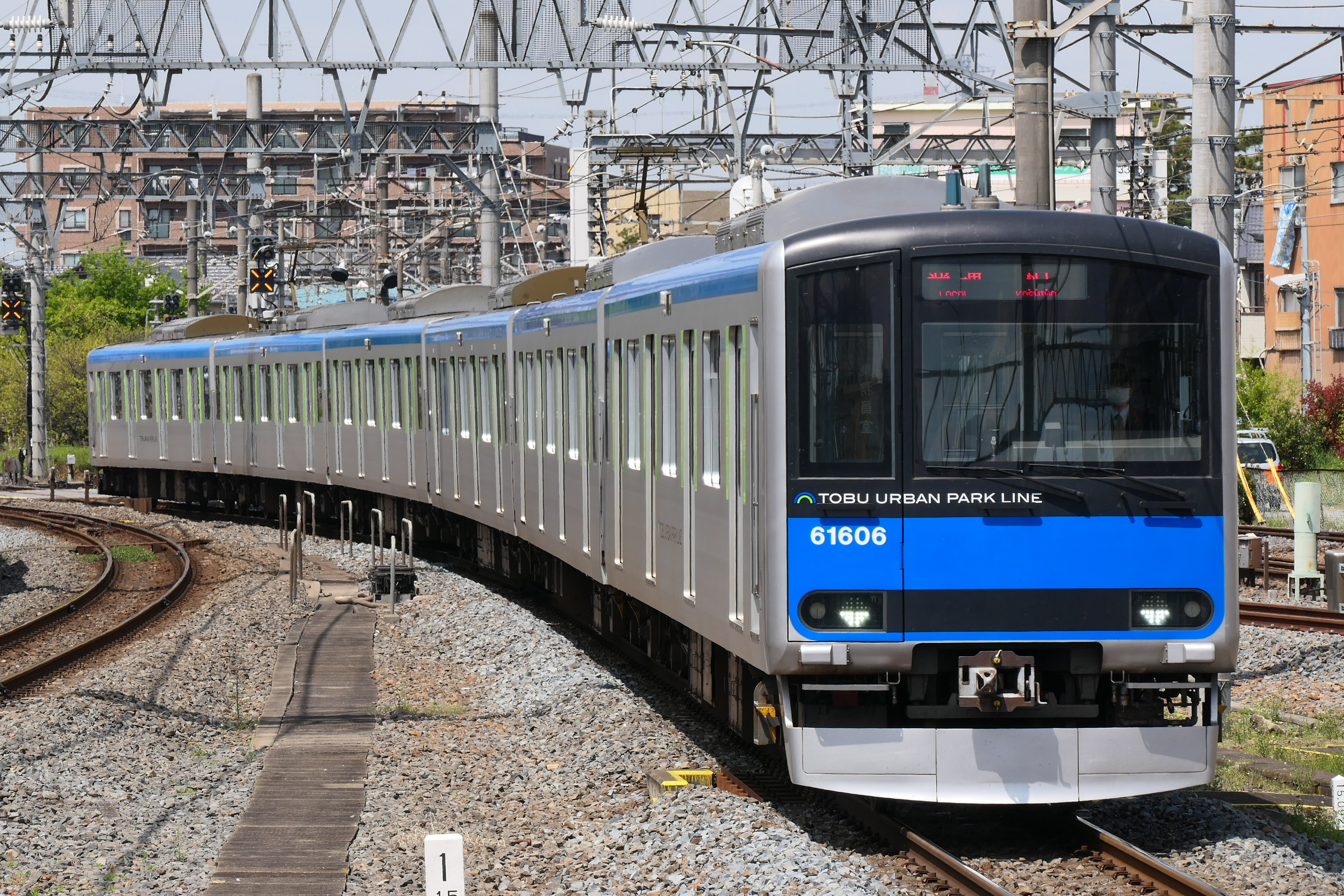
Serie 60000, verkehrt auf der Urban-Park-Linie
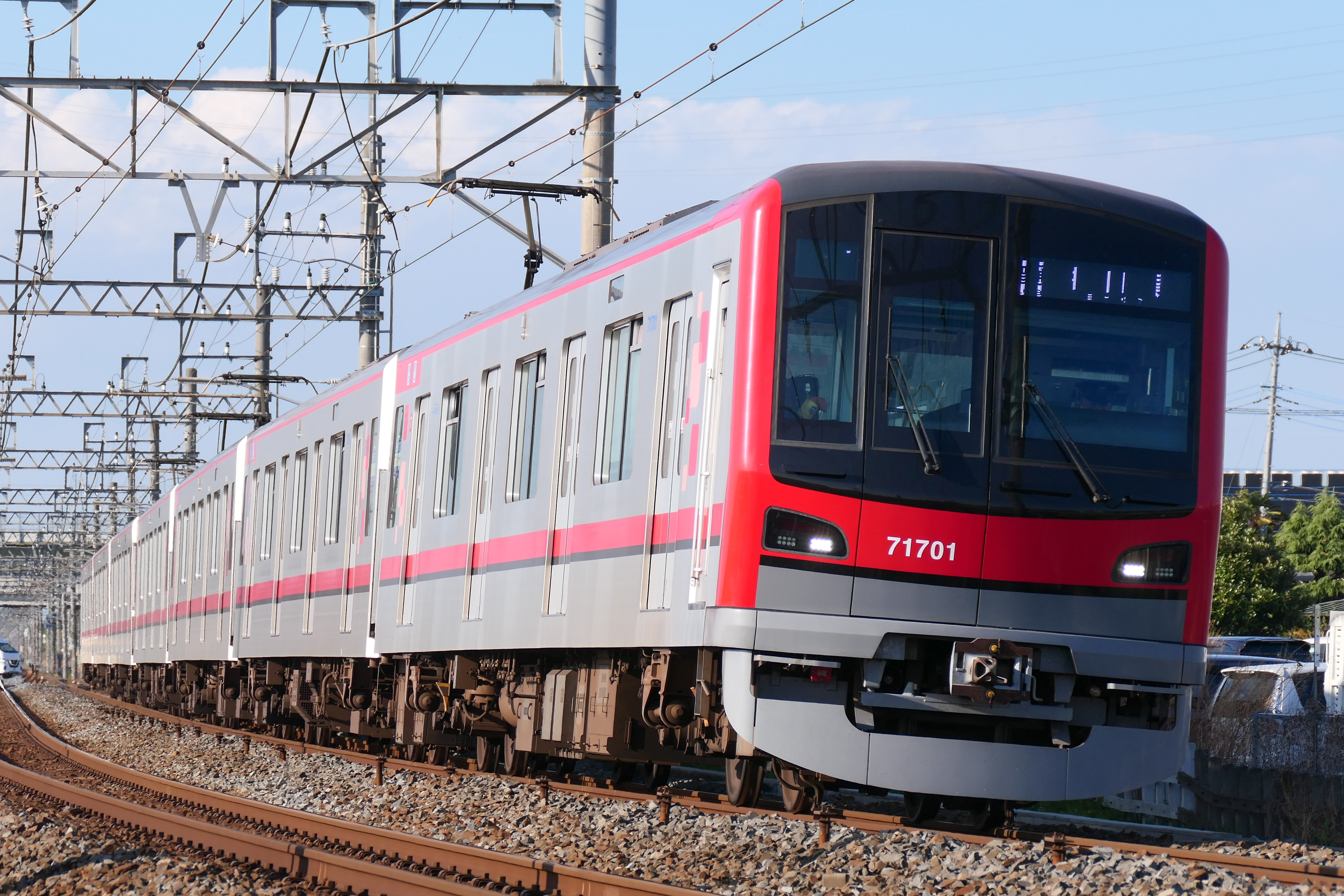
Serie 70000, für den durchgehenden Betrieb auf der Hibiya-Linie konzipiert
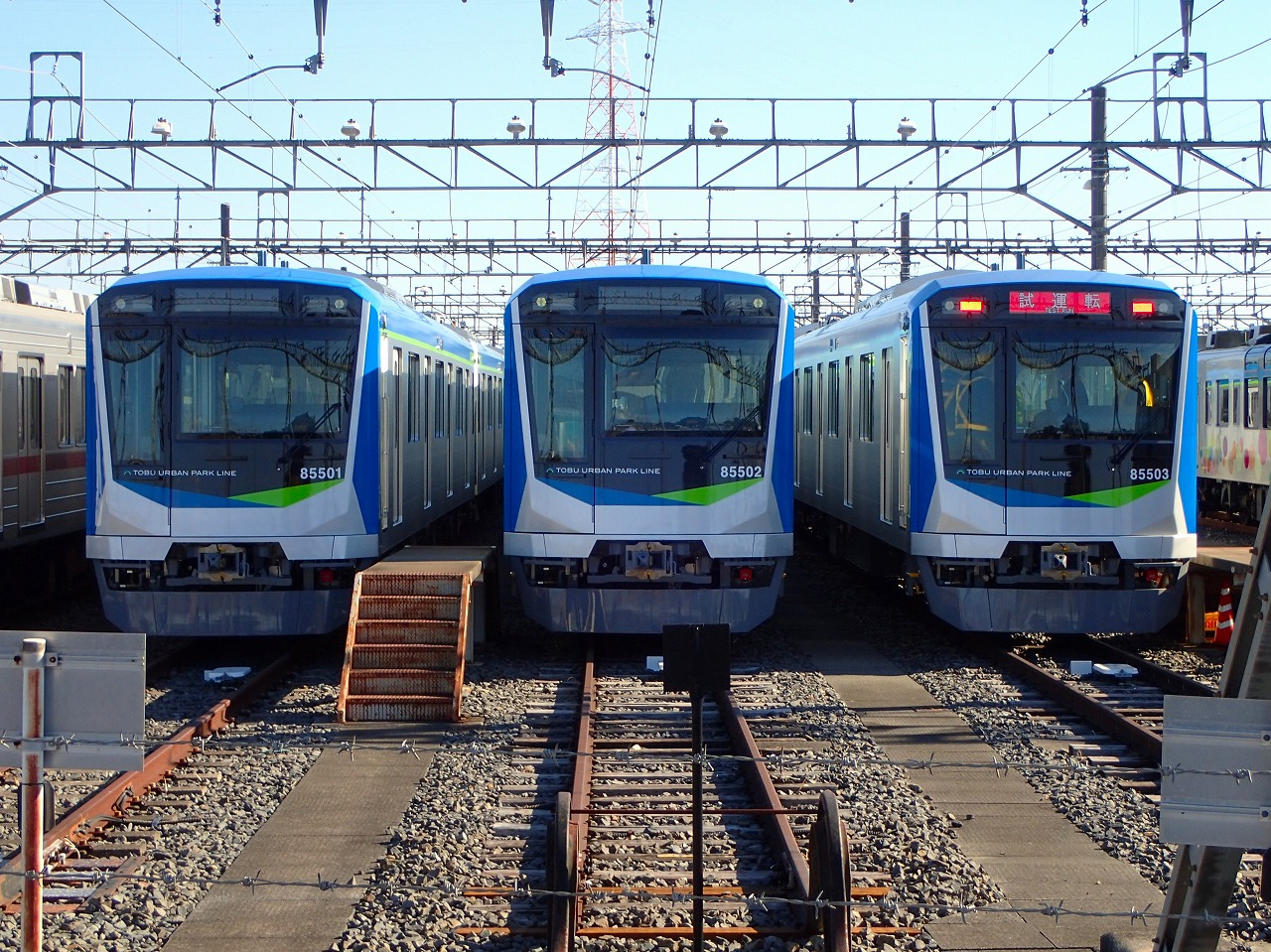
Serie 80000, Fünfwagenzüge für die Urban-Park-Line